# بوآی شنی معمولی
 بوای شنی معمولی(نام علمی: Eryx jaculus) نام یک گونه از تیره اژدرماران است.